# じょうとんバス

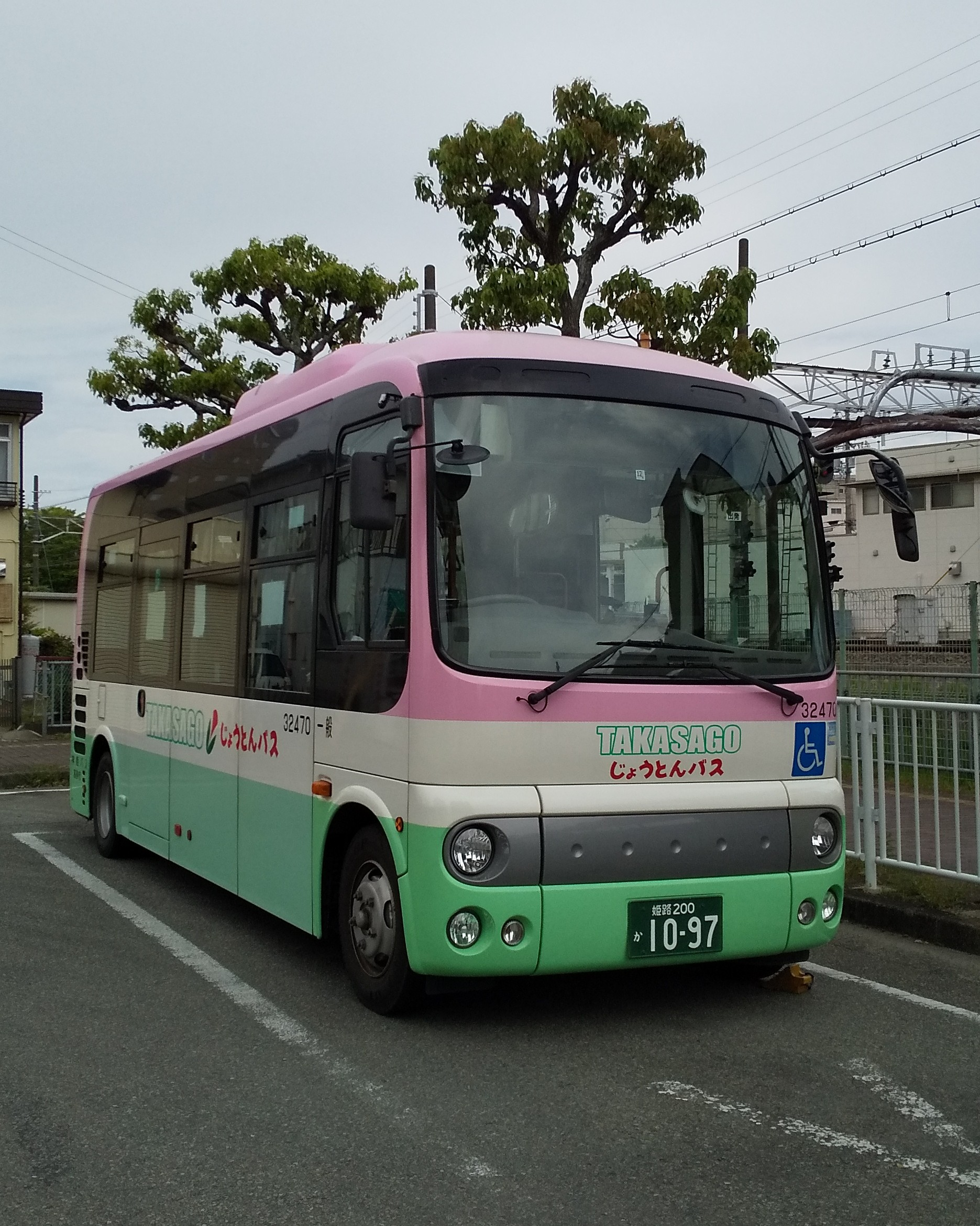
じょうとんバス（高砂駅北側バスロータリー、2023年）

じょうとんバスは、兵庫県高砂市で運行しているコミュニティバス。2001年（平成13年）7月22日運行開始。市が神姫バス加古川営業所（加古川南出張所）および伊保タクシー（観光ルート61系統のみ）に運行を委託している。
高砂市内の公共交通空白地域の解消のため、各鉄道駅や公共施設を結ぶ交通手段として開設された。愛称は高砂の歴史的モチーフである「尉と姥（じょう と んば）」にちなんだものである。

## 運賃
2021年10月のダイヤ改正以降、均一運賃制を採用。
- 中学生以上：200円
- 小学生：100円
- 心身障害者手帳・療育手帳所持者及びその介護者、運転経歴証明書所持者、75歳以上の後期高齢者医療被保険者証等所持者：上記運賃の半額
  - 各手帳の代替としてミライロIDの利用が可能[3]。
- 小学生未満：無料
- 1日乗車券 - 2016年2月より販売開始。
  - 中学生以上：300円
  - 小学生：150円
- 運賃支払いのICカード対応状況（試験運行ルート除く[4]）
  - 2013年4月より - NicoPa、ICOCA、PiTaPa
    - 上記のうちNicoPaは定期券対応。

  - 2016年2月より - Suica、PASMO、Kitaca、manaca、TOICA、はやかけん、nimoca、SUGOCA
  - 上記のほか、2021年10月より1日乗車券・定期券の決済は神姫バスの支払いアプリ「PassRu」にも対応。

開通時から2021年までは大人初乗り100円・上限200円の区間制運賃だった。

## 路線
一般ルート4路線および、試験運行の観光ルート1路線の計5路線を運行（2025年4月1日のダイヤ改正以降）。年末年始を除いて原則毎日運行され、平日と土・日・祝日で、経路および運行ダイヤが異なる。
道路の構造上、高砂市域を出て、加古川市内（JR宝殿駅南側）を走行する区間がわずかにある。
11系統：米田西ルート（ふれあいの郷生石～中島～山陽高砂駅線）
（ふれあいの郷生石・生石神社 - 総合運動公園 - JR宝殿駅 - 緑丘（イオン高砂） - 中島 - 高砂市役所 - 高砂市民病院 - 山陽高砂駅）
- 最も本数が多い系統である。
- 平日は高砂駅方面行き21本（そのうち宝殿駅始発が15本、高砂市立図書館経由が14本、市民病院経由が9本、市役所経由が14本）、生石方面行き22本（そのうち宝殿駅止まりが15本、市役所経由が15本、市民病院経由が10本、図書館経由が15本）。
- 土・日・祝日はいずれも市民病院を経由せず、高砂駅方面行き10本（宝殿駅始発が4本、市役所経由8本）、生石方面行き11本（宝殿駅止まりが5本、市役所経由が10本、図書館経由が9本）。
- 2021年までの旧1系統から山陽高砂駅以南のルートを切り離し、市役所経由ルートを加えた路線。

12系統：米田東ルート（JR宝殿駅～米新～山陽高砂駅線）
（ふれあいの郷生石・生石神社 - 総合運動公園 - JR宝殿駅 - 米田東 - 米新 - 高砂市民病院 - 山陽高砂駅）
- 11系統の並行ルート。神姫バスの志方・北条方面路線南端部が移管される形で新設された。
- 平日は高砂駅行き7本（うち宝殿駅始発が6本、市民病院経由が4本）、宝殿駅行き5本（うち市民病院経由が3本）。
- 土・日・祝日は1日往復3本。いずれもJR宝殿駅発着かつ、市民病院を経由しない。

21系統：曽根宝殿ルート（JR曽根駅～北池～JR宝殿駅線）
（JR曽根駅  - 中筋公民館 - 北池 - 魚橋 - JR宝殿駅）
- 平日は5本、土・日・祝日は3本が往復運行。
- 下記2系統（3代目）のルート東部を国道2号経由・宝殿方面発着に変更する形で新設された。

31系統：曽根高砂ルート（JR曽根駅～高砂市役所～山陽高砂駅線）
（JR曽根駅 - 山陽曽根駅 - 高砂市役所前 - 高砂市民病院 - 山陽高砂駅）
- 平日5本（うち市民病院経由が3本）、土・日・祝日3本（いずれも市民病院を経由せず）が往復運行。
- 2021年に4系統から系統番号が変更され、伊保崎南住宅経由部分が廃止された。

61系統：じょうとんバスミニ 市ノ池・高御位山観光ルート（JR曽根駅～鹿嶋神社～JR宝殿駅線）
（JR曽根駅 - 鹿嶋神社 - 市ノ池公園 - JR宝殿駅）
- 2023年8月5日に試験運行を開始した路線。水曜日に4本、土・日・祝日に5本往復運行。全路線で唯一マイクロバス仕様（9人乗りワンボックスカー）による運行である。
- 運行開始当初は土・日・祝日のみの6本往復運行だった。

### 鉄道との乗換停留所
- JR神戸線：宝殿駅（11・12・21・61系統）、曽根駅（21・31・61系統）
- 山陽電気鉄道本線：高砂駅（11・12・31系統）、山陽曽根駅（31系統）
  - このほか荒井駅が11・12・31系統「山陽荒井駅」停留所の、伊保駅が31系統「山陽伊保駅」停留所の徒歩圏内である。

### かつての運行路線
1系統（2001年～2021年）
高砂～宝殿～ふれあいの郷生石線（2001年～2013年）、高砂～JR宝殿～ふれあいの郷生石線（2013年～2016年）、山陽高砂駅～JR宝殿駅～ふれあいの郷生石線（2016年～2021年）
（2001年～2013年：高砂（山陽高砂駅） - 高砂市民病院 - アスパ高砂 - JR宝殿駅 - 総合運動公園口 - ふれあいの郷生石）
（2013年～2016年：高砂小学校南 - 西畑2丁目 - 高砂小学校南（以上循環） - 高砂 - 高砂市民病院 - アスパ高砂 - JR宝殿駅 - 総合運動公園口 - ふれあいの郷生石）
（2016年～2021年：ユーアイ帆っとセンター - 山陽高砂駅 - 高砂市民病院 - アスパ高砂 - JR宝殿駅 - 総合運動公園口 - ふれあいの郷生石）
- 最も本数が多い系統であった。上記11系統・下記13系統の前身路線。
  - 2016年ダイヤ改正以降、平日は高砂駅方面行き17本（うち宝殿駅始発が6本、西畑1丁目方面が4本、高砂文化会館経由が2本）、ふれあいの郷生石方面行き16本（うち宝殿駅止まりが6本、高砂文化会館始発が2本）。途中、図書館前経由は8本。
  - 2016年ダイヤ改正以降、土・日・祝日は1日往復7本。高砂駅方面はふれあいの郷生石始発で高砂駅止まりが2本、ユーアイ帆っとセンター行きが4本、宝殿駅始発高砂駅止まりが1本。ふれあいの郷生石方面は高砂駅始発が1本、ユーアイ帆っとセンター始発が4本、高砂文化会館始発宝殿駅止まりが2本。

13系統：高砂循環ルート（2021年～2023年）
（山陽高砂駅 - 高砂神社 - 山陽高砂駅）
- 平日8本、土・日・祝日4本の循環運行。上記旧1系統の山陽高砂駅以南のルートや、下記51系統とは経路が異なる。2023年9月30日を最後に運行休止となった。

2系統（初代 2001年～2013年）
高砂南～伊保・JR曽根駅～鹿島神社線
（高砂南 - 高砂（山陽高砂駅） - 高砂市役所前 - 伊保 - 曽根町 - JR曽根駅 - 鹿島神社）
- 1日に2往復の系統だった。本路線廃止以降、鹿嶋神社・阿弥陀地区方面を発着するコミュニティ路線は2023年に試験観光ルートが開設されるまで10年間休止状態だった。

2系統（2代目 2013年～2016年）
市内ループ
（右回り：JR曽根駅 - 中筋 - アスパ高砂 - 山陽高砂駅 - 高砂市役所 - 伊保 - 山陽曽根駅 - JR曽根駅）
（左回り：山陽高砂駅 - アスパ高砂 - 中筋 - JR曽根駅 - 山陽曽根駅 - 伊保 - 高砂市役所 - 山陽高砂駅）
- 右回りは1日4～5本、左回りは1日3～5本。

2系統（3代目 2016年～2021年）
山陽高砂駅～中筋～JR曽根駅線
（山陽高砂駅 - 高砂市民病院 - アスパ高砂 - 中筋 - JR曽根駅）
- 平日4本（図書館前を通過する便1本あり）、土・日・祝日は2本のみ運行。
- 上記21系統の前身路線。2016年に上記「市内ループ」を分割する形で新設され、2021年まで運行された。

3系統（初代 2001年～2013年）
高砂南～伊保・南池～鹿島神社線
（高砂（山陽高砂駅） - 高砂市役所前 - 伊保 - 中筋 - 南池 - 鹿島神社）
- 平日は1日2往復、土・日・祝日は1日1往復の系統だった。本路線廃止以降、鹿嶋神社・阿弥陀地区方面を発着するコミュニティ路線は2023年に試験観光ルートが開設されるまで10年間休止状態だった。

3系統（2代目 2013年～2021年）
JR曽根駅～大塩線
（JR曽根駅 - 北浜 - 大塩駅北）
- 平日は大塩駅北行き4本、JR曽根駅行き4本。土・日・祝日は大塩駅北行き2本、JR曽根駅行き3本。
- 下記初代4系統の後身で、下記41系統の前身路線。2013年に4系統から系統番号を変更し、ルートのうち上記「市内ループ」と重複しないJR曽根駅～北浜方面のみ独立し、北浜方面の終点が延伸された。道路の構造上、高砂市域を出て、姫路市内（山陽電鉄大塩駅北側）を走行する区間がわずかにあった。

4系統（初代 2001年～2013年）
高砂～中筋・JR曽根駅～北浜線
（高砂南 - 高砂（山陽高砂駅） - 高砂市役所前 - 消防署前 - 中筋 - JR曽根駅 - 北浜）
- 平日は1日4往復、土・日・祝日は1日3往復。上記3系統（2代目）の前身路線。

4系統（2代目 2013年～2016年）
市民病院～梅井線
（高砂市民病院 - 伊保 - 消防署南 - 伊保崎南住宅）
- 平日は1日2往復、土・日・祝日は1日1往復。

4系統（3代目 2016年～2021年）
山陽高砂駅～山陽曽根駅～JR曽根駅線
（山陽高砂駅 - 高砂市民病院 - 高砂市役所前 - 山陽曽根駅 - JR曽根駅）
- 平日4本、土・日・祝日2本が往復運行。平日2本のみ伊保崎南住宅を経由する。
- 2016年に上記「市内ループ」を分割した上、2代目4系統の一部ルート（伊保崎南住宅 - 高砂市役所前 - 高砂市民病院）を統合する形で新設された。

41系統：北浜ルート（2021年～2023年）
JR曽根駅～牛谷団地～山陽大塩駅線
（JR曽根駅 - 牛谷団地 - 西浜南 - 山陽大塩駅 - JR曽根駅）
- 平日4本（うち2本はJR曽根駅発・大塩駅発の片道系統）、土・日・祝日は大塩駅行き2本、JR曽根駅行き3本（うち1本片道系統）。2021年に3系統から系統番号が変更されたのち、2023年9月30日を最後に運行休止となった。

5系統（2016年～2021年）
JR曽根駅～山陽曽根駅～ふれあいの郷生石線
（JR曽根駅 - 山陽曽根駅 - 高砂市役所前 - JR宝殿駅 - ふれあいの郷生石）
- 平日4本、土・日・祝日2本が往復運行。平日2本のみ伊保崎南住宅を経由した。
- 2016年に新設され、2021年まで運行されたルート。上記11系統・31系統に分割編入される形で運行を終了した。

51系統：高砂町・向島観光ルート（2023年～2025年）
山陽高砂駅～向島公園・高砂海浜公園～山陽高砂駅線
（山陽高砂駅 - 高砂神社 - 向島公園・高砂海浜公園 - 山陽高砂駅）
- 土・日・祝日のみ8本往復運行していた。
- 2023年8月5日に試験運行を開始した路線。2025年3月23日をもって運行を休止した。

### ダイヤ改正・路線再編歴
- 2005年4月1日[13]
- 2013年4月1日[14]
- 2016年2月1日[9]
- 2021年10月1日[5]
- 2023年10月1日[11]
- 2025年4月1日[6]